# 中华人民共和国法官法
《中华人民共和国法官法》为了提高法官的素质，加强对法官的管理，保障人民法院依法独立行使审判权，保障法官依法履行职责，保障司法公正，根据宪法，制定的法律。
《中华人民共和国法官法》共有8章69条，规定法官是依法行使国家审判权的审判人员，包括最高人民法院、地方各级人民法院和军事法院等专门人民法院的院长、副院长、审判委员会委员、庭长、副庭长和审判员。
《中华人民共和国法官法》于1995年2月28日第八届全国人民代表大会常务委员会第十二次会议通过，根据2001年6月30日第九届全国人民代表大会常务委员会第二十二次会议《关于修改〈中华人民共和国法官法〉的决定》第一次修正，根据2017年9月1日第十二届全国人民代表大会常务委员会第二十九次会议《关于修改〈中华人民共和国法官法〉等八部法律的决定》第二次修正，2019年4月23日第十三届全国人民代表大会常务委员会第十次会议修订。